# Jean-Pierre Andréani
Jean-Paul Andéani (Le Petit-Quevilly, 22 maggio 1929 – Parigi, 23 gennaio 2020) è stato un ballerino francese, danseur étoile del balletto dell'Opéra di Parigi dal 1954 al 1968.

## Biografia
Jean-Paul Andréani fu ammesso alla scuola di danza dell'Opéra di Parigi nel 1938 e nel 1945 si unì al corps de ballet della compagnia, dove continuò gli studi sotto la supervisione di Sergio Peretti e Gustave Ricaux. La sua carriera all'Opéra Garnier fu fulminea e, dopo aver saltato due ranghi, nel 1947 fu promosso a solista, nel 1950 a primo solista e nel 1954 a danseur étoile.
Nel corso dei suoi quindici anni come étoile della compagnia Andréani danzò tutti i maggiori ruoli del repertorio, tra cui Iskender ne La Péri, James ne La Sylphide, Franz in Coppélia e l'eponimo protagonista ne Le Spectre de la rose. Inoltre fu il primo interprete di nuove coreografie di coreografi di alto livello e nel corso della sua carriera originò, tra gli altri, il ruolo di Paride nel Romeo e Giulietta di Serge Lifar (1955) e Siegfried ne Il lago dei cigni di Vladimir Bourmeister.
Diede il suo addio alle scene il 30 settembre 1968 all'età di 39 anni.